# Kerstin Müller (rameuse)
Pour les articles homonymes, voir Kerstin Müller.
Kerstin Müller (Halle-sur-Saale, 7 juin 1969) est une rameuse allemande. 

## Palmarès

### Jeux olympiques
- Médaille d'or en quatre de couple aux Jeux olympiques d'été de 1992 à Barcelone

### Championnats du monde
- Médaille d'argent en quatre de couple aux Championnats du monde d'aviron 1993 à Račice